# Corinna Bille
S. Corinna Bille (Lausana, 29 de agosto de 1912 - Sierre, 24 de octubre de 1979), nacida como Stéphanie Bille, fue una escritora suiza. Fue reconocida con el Premio Goncourt de novela corta.

## Biografía
Su nombre de pila era Stéphanie, pero adoptó el nombre de Corinna en homenaje a Corin, el pueblo natal de su madre. Su hermano fue René-Pierre Bille, fotógrafo y cineasta de documentales sobre naturaleza. Hija de Edmond Bille y Catherine Tapparel (1891 - 1974), Corinna pasó la mayor parte de su infancia en Valais, una región que influiría fuertemente en su obra. Gracias a su padre, se familiarizó con la pintura y el lenguaje pictórico desde su infancia, influencia que se manifiesta en su obra escrita. Completó sus estudios en un internado dominico en Lucerna (1926 a 1927) luego, en 1930, obtuvo su diploma comercial en Sierre. Continuó sus estudios en el Instituto Superior para Niñas de Zúrich, así como en el Instituto Federal Suizo de Tecnología de Zúrich (1930-1931).
A los veinte años, es la guionista de la película Rapt del director Dimitri Kirsanoff basada en el libro de Ramuz La separación de las razas .
Se casó -en matrimonio por conveniencia- en 1934 con un actor de la compañía de Dullin, Vital Geymond, con el que vivió en París (1934-1936) y viajó a España e Italia. De regreso en Valais, conoció a Maurice Chappaz en 1942. La pareja se instaló en 1943 en Haut-Valais cerca de Raron y se casaron en 1947. De este matrimonio nacieron tres hijos, Blaise, Achille y Marie-Noëlle. Se mudaron a Veyras en 1957.
Tras una estancia en París, Bille publicó su primera colección de poemas (Printemps, 1939) y su primera novela (Théoda, 1944), a la que seguirían Le Sabot de Vénus (1952) y varias colecciones de cuentos. Pero fue con La demoiselle sauvage (1974, beca Goncourt de cuentos 1975) cuando su talento fue reconocido en el extranjero.
A partir de 1970, realizó varios viajes, en particular al Líbano y Costa de Marfil. Hizo un viaje oficial a la URSS en 1974, país al que regresó dos veces en 1979, justo antes de morir de cáncer, el 24 de octubre del mismo año.
Gilberte Favre le dedicó una biografía en 1981 en las Éditions 24 Heures. Fue reeditada en 1999 por Éditions Z y en 2012 por Éditions de L'Aire (colección L'Aire bleue).
Varios de los libros de Corinna Bille han sido traducidos al alemán, italiano, inglés y ruso.
El archivo de la escritora se encuentra en los Archivos literarios suizos en Berna.

## Reconocimientos
- Premio Schiller en 1974
- Premio Goncourt de relato corto, 1975.[1]

## Cita
A la pregunta "¿Por qué escribes?" Corinna Bille responde : « No podemos soportar la felicidad, no podemos soportar el sufrimiento.»

## Obras
- Théoda, roman. Porrentruy, Portes de France, 1944. Réédition en aux Éditions Plaisir de Lire et Éditions Empreintes.
- Douleurs paysannes, nouvelles, Lausanne, Guilde du livre, coll. La Petite ourse, 1953 et Éditions Plaisir de Lire, 2008.
- Le Sabot de Vénus, roman, Lausanne, Rencontre, 1952 et Éditions Plaisir de Lire, 2008. Prix Bock-Eisenwein.
- Emerentia 1713, postf. de Maryke de Courten, Éditions Zoé, 1994
- Chants d'amour et d'absence, préf. de Maurice Chappaz, Éditions Empreintes, 1996
- À pied du Rhône à La Maggia, Genève, La Joie de Lire, 1999.
- Abîme des fleurs, trésor des pierres, Briançon, Passage, 1985.
- Biographie de Gilberte Favre, Le vrai conte de sa vie, Lausanne, Éditions Z (176 pages illustrées); réédition à L'Aire (collection L'Aire bleue), 2012.
- Cent petites histoires cruelles suivi de Trente-six petites histoires curieuses. Albeuve, Castella et Éditions Plaisir de Lire, 1985.
- Cent petites histoires cruelles, Lausanne, Bertil Galland, 1973.
- Cent petites histoires d'amour, Lausanne; Paris, Bertil Galland; Gallimard, 1978.
- Chant d'amour et de mort, poèmes. St-Pierre-de-Clages: Octogone, 1979. Lithographies d'Yvonne Duruz.
- Chant pascal des Cent Vallées suivie de Dix poèmes d'amour. Saint-Maurice, Éditions Saint-Augustin, 1997.
- Chants d'amour et d'absence, Lausanne, Éditions Empreintes, 1996.
- Correspondance, 1923-1958, avec Edmond Bille et Catherine Bille. Cossonay, Éditions Plaisir de Lire, 1995.
- Deux maisons perdues, Neuchâtel, La Baconnière, 1989.
- Deux passions, récits, Lausanne; Paris, Bertil Galland; Gallimard, 1979.
- Entre hiver et printemps, nouvelles, Lausanne: Payot, 1967.
- Florilège alpestre, Lausanne, Payot, coll. Orbis Pictus, 1953. Dessins de Pia Bosshard.
- Forêts obscures, roman, Lausanne, 24 heures, 1989.
- Jour de foehn, Genève, Collection Écriture, La Joie de Lire, 1995.
- Jours de foehn, Lausanne, Éditions de l'Aire, 1981.
- Juliette éternelle, nouvelles, Lausanne: La Guilde du livre et Éditions Plaisir de Lire, 1971. Préface de Pierre Jean Jouve, illustrations de René Auberjonois.
- La Demoiselle sauvage, nouvelles, Lausanne, Betil Galland, 1974. Paris: Gallimard, 1975. Prix Goncourt de la nouvelle, 1975
- La Fraise noire, nouvelles, Lausanne: La Guilde du livre, 1968.
- La guirlande de Noël, Genève, Éditions La Joie de lire, 1995.
- La Maison musique, contes pour enfants, Lausanne, Ex-Libris, 1977.
- La Montagne déserte, poèmes, Genève, Eliane Vernay, 1978.
- La Rus, Russie, poèmes et petites histoires, Lausanne, Éditions Empreintes, 1995.
- Le Bal double, nouvelles. Vevey; Paris: Bertil Galland; Gallimard, 1980.
- Le fleuve un jour, Genève, Slatkine, coll. Traces, 1997.
- Le Grand tourment, nouvelles, Lausanne, Ed. des Terreaux, 1951. Illustration d'Edmond Bille
- Le Mystère du monstre, récit, Lausanne: Ed. du Verdonnet, 1966. Lithographies de Robert Hainard, Lausanne: Cahiers de la Renaissance vaudoise, 1968
- Le Mystère du Monstre, réédition avec de nouvelles illustrations par Fanny Dreyer, Joie de lire, 2012.[8][9]
- Prix Arolla 2013 de la Rencontre internationale du livre de montagne d'Arolla.[10]
- Le Pantin noir, Lausanne, L'Aire, 1981.
- Le Partage de minuit, avec Maurice Chappaz, Lyon, Les Éditions Fédérop, 1984.
- Le Pays Secret, poèmes et comptines, Sierre: Schoechli, 1961. Aquarelles d'Edmond Bille.
- Le Salon ovale, nouvelles et contes fantastiques, Lausanne, Bertil Galland, 1976. Réédition en 2006 aux Éditions Plaisir de Lire, Lausanne.
- Le Sourire de l'araignée, contes, Lausanne: L'Aire, 1979.
- L'enfant aveugle, contes et nouvelles, Lausanne, Aux Miroirs partagés, 1955.
- Les étranges noces et autres inédits, Lausanne, Éditions l'Âge d'homme, coll. Poche Suisse, 1996.
- Les Invités de Moscou, Lausanne, Bertil Galland, 1977.
- L'Inconnue du Haut-Rhône, théâtre, Lausanne: Rencontre, 1963.
- L'ours rose. Zurich, Œuvre suisse des lectures pour la jeunesse, 1990.
- Œil-de-mer, roman, Lausanne, 24 heures, 1989.
- Printemps, poèmes. La Chaux-de-Fonds, Nouveaux Cahiers, 1939.
- Soleil de la nuit suivi de Un Goût de rocher, poèmes, Genève, E. Vernay, 1980.
- Soleil de nuit, poèmes, Genève, Eliane Vernay, 1979.
- Vignes pour un miroir, Lausanne, Éditions Gonin, 1985.
- Correspondance 1923-1958, Cossonay, Éditions Plaisir de Lire, 1995
- Le Vrai conte de ma vie, écrits autobiographiques, Lausanne, Empreintes, 1992.
- Un goût de rocher : le lys a blanchi sous les pins noirs, poèmes, Lausanne, Éditions Empreintes, 1997.
- ACEL(Patrick Amstutz dir.), Cippe à Corinna Bille: Un recueil d'hommages, Bienne-Gollion/Paris, ACEL-Infolio éditions, coll. « Le cippe », 2012 (Présentation en ligne). Avec les contributions, entre autres, d'Edmond Bille, Nicolas Bouvier, Raymond Bruckert, Sylviane Chatelain, Jean-Noël Cuénod, Anne Cuneo, Patrice Duret, Claudine Houriet, Roger-Louis Junod, Jérôme Meizoz, Géraldine Savary, Nicolas Verdan et Raymond Vouillamoz.

### Monografías y estudios
- Pierre-François Mettan Archivado el 4 de marzo de 2016 en Wayback Machine., Théoda de Corinna Bille, Bienne-Gollion/Paris, ACEL-Infolio éditions, collection Le cippe, 2012
- Olivier Salazar-Ferrer, « Je ne suis disponible que du côté du songe. Benjamin Fondane et Corinna Bille », Titanic. Bulletin International de l'Association Benjamin Fondane, n°1, 2013, p. 37-51.
- Monique Moser, « De Cézanne à Redon : l’exemple des peintres dans l’écriture de Corinna Bille », Études françaises, volume 21, numéro 1, printemps 1985, p. 45–58
- López Mújica, Montserrat, «Corinna Billede la naturaleza a la obra literaria»,  L'appréciation langagière de la Nature : le naturel, le texte et l'artifice / coord. por María Manuela Merino García, 2017,  978-84-8439-969-8, págs. 355-361 [en español].[11]